# Chino toisanés
El toisanés, taishanés o hoisanés (en chino, 台山话, hoi san wa; pinyin, Táishān huà; jyutping, toi⁴saan¹waa²) es un dialecto del chino yue nativo de Taishan, en la provincia de Cantón. Aunque está relacionado con el cantonés, el taishanés tiene poca inteligibilidad mutua con este último. El taishanés también se habla en toda la región de Sze Yup (Siyi, que incluye a Taishan), situada en la franja occidental del Delta del Río Perla.
A finales del siglo XIX y principios del XX, la mayor parte de la emigración china a América del Norte procedía de Sze Yup (o Siyi), la zona donde se habla esta variedad de forma nativa. Así, hasta mediados del siglo XX, el taishanés era la variedad dominante de la lengua china hablada en los barrios chinos de Canadá y Estados Unidos. Antiguamente era la lingua franca de los chinos de ultramar que residían en los Estados Unidos.

## Nombres
Los primeros estudios lingüísticos se refieren al dialecto de Llin-nen o Xinning (en chino tradicional, 新寧; en chino simplificado, 新宁). Xinning pasó a llamarse Taishan en 1914, y desde entonces la literatura lingüística se refiere al dialecto local como dialecto de Taishan, un término basado en la romanización pinyin de la pronunciación del chino mandarín estándar. También se han utilizado nombres alternativos. El término Toishan es una convención utilizada por el Servicio Postal de Estados Unidos., el Defense Language Institute and the 2000 United States Census. Los términos Toishan, Toisan y Toisaan se basan en la pronunciación del Cantonés y también se encuentran con frecuencia en la literatura lingüística y no lingüística. Hoisan es un término basado en la pronunciación local, aunque no se utiliza generalmente en la literatura publicada.
Estos términos también se han anglicizado con el sufijo -ese: Taishanese, Toishanese y Toisanese. De los tres términos anteriores, el taishanés es el más utilizado en la literatura académica, casi en la misma medida que el término dialecto de Taishan. Los términos Hoisanés y Hoisan-wa aparecen en la literatura impresa, aunque se utilizan más en Internet.
Otro término utilizado es 'Sìyì (Sze Yup o Seiyap en romanización cantonesa; en chino, 四邑; literalmente, ‘cuatro ciudades’).  Sìyì o Sze Yup se refiere a una anterior división administrativa en el Delta del Río Perla que consistía en los cuatro condados de Taishan, Kaiping, Enping y Xinhui. En 1983, se añadió un quinto condado (Heshan) a la prefectura de Jiangmen; así, mientras que el término Sìyì se ha convertido en un anacronismo, el término más antiguo Sze Yup sigue siendo de uso actual en las comunidades chinas de ultramar donde es su hogar ancestral.  El término Wuyi (en chino, 五邑), literalmente "cinco condados", se refiere a la región administrativa moderna, pero este término no se utiliza para referirse a los taishanenses.

## Historia
El taishanés tiene su origen en la región de Taishan, donde se habla. El taishanés también puede considerarse como un grupo de dialectos muy relacionados y mutuamente inteligibles que se hablan en las distintas ciudades y pueblos de Siyi y sus alrededores (los cuatro condados de Toishan, Hoiping, Yanping, Sunwui, fonetizados en cantonés; mientras que "Taishan, Kaiping, Enping y Xinhui", como en el caso anterior, se fonetiza en mandarín).
Un gran número de inmigrantes de Taishan viajaron por todo el mundo a través de la diáspora de Taishan. La región de Taishan fue una importante fuente de inmigrantes chinos a través de las Américas continentales desde finales del siglo XIX hasta mediados del siglo XX. El taishanés era el dialecto predominante que hablaban los constructores chinos de ferrocarriles del siglo XIX en Norteamérica. Se calcula que aproximadamente 1,3 millones de personas son originarias de Taishan. Antes de la firma de la Ley de Inmigración y Naturalización de 1965, que permitió nuevas oleadas de inmigrantes chinos, el taishanés era el dialecto dominante en los barrios chinos de Canadá y Estados Unidos.
El taishanés se sigue hablando en muchos Chinatown de toda América del Norte, incluidos los de San Francisco, Oakland, Los Ángeles, Nueva York, Boston, Vancouver, Toronto, Chicago, y Montreal por parte de las antiguas generaciones de inmigrantes chinos y sus hijos, pero en la actualidad está siendo suplantado por el cantonés convencional y, cada vez más, por el mandarín, tanto en las comunidades chinas más antiguas como en las más nuevas, en todo el continente.

## Relación con el cantonés
El taishanés es un dialecto de la rama del chino Yue, que también incluye el cantonés.  Sin embargo, debido a la ambigüedad del significado de "cantonés" en la lengua inglesa, ya que puede referirse tanto al grupo dialectal Yue mayor como a su estándar de prestigio (el cantonés estándar), el "taishanés" y el "cantonés" se utilizan comúnmente en contextos de exclusión mutua, es decir, el taishanés se trata por separado del "cantonés". A pesar de la cercanía entre ambos, difícilmente son mutuamente inteligibles.
La fonología del taishanés se parece mucho al cantonés, ya que ambos forman parte de la misma rama del yue. Al igual que otros dialectos Yue, como los dialectos del chino goulou, la pronunciación y el vocabulario del taishanés pueden a veces diferir mucho del cantonés. Aunque Taishan se encuentra a sólo 60 millas (100 km) de la ciudad de Guangzhou, están separados por numerosos ríos, y el dialecto de Taishan se encuentra entre los dialectos yue más distantes lingüísticamente del dialecto de Guangzhou.
El cantonés estándar funciona como lingua franca en la provincia de Guangdong, y los hablantes de otras variedades chinas (como el teochew, el minnan, el hakka) que viven en Guangdong también pueden hablar cantonés. Por otro lado, el chino mandarín estándar es la lengua estándar de la República Popular China y el único medio de enseñanza legalmente permitido en las escuelas de la mayor parte del país (excepto en las zonas minoritarias), por lo que los residentes de Taishan también hablan mandarín. Aunque el gobierno chino ha hecho grandes esfuerzos por popularizar el mandarín por medios administrativos, la mayoría de los residentes de Taishan no hablan mandarín en su vida diaria, sino que lo tratan como una segunda lengua, siendo el cantonés la lengua franca de su región.[cita requerida]

## Fonología

### Consonantes iniciales
Hay entre 19 y 23 consonantes iniciales en taishanés, lo que se muestra en el siguiente cuadro usando el Alfabeto Fonético Internacional (AFI):
|             |              | Labial    | Dental/ Alveolar | Dental/ Alveolar | Palatal | Palatal | Velar | Glotal |
| plain       | sibilante    | sibilante |                  |                  | Palatal | Palatal | Velar | Glotal |
| ----------- | ------------ | --------- | ---------------- | ---------------- | ------- | ------- | ----- | ------ |
| Nasal       | Nasal        | m1        | n1               |                  |         |         | ŋ1    |        |
| Oclusiva    | voz prenasal | ᵐb1       | ⁿd1              |                  |         |         | ᵑɡ1   |        |
| Oclusiva    | simple       | p         | t                | t͡s2              | t͡ɕ2     |         | k     | ʔ      |
| Oclusiva    | aspirada     | pʰ        | tʰ               | t͡sʰ2             | t͡ɕʰ2    |         | kʰ    |        |
| Fricativa   | sorda        | f         | ɬ                | s2               | ɕ2      |         |       | h      |
| Fricativa   | sonora       | v         |                  |                  | ʒ3      |         |       |        |
| Aproximante | Aproximante  |           | l                |                  |         | j3,4    | w5    |        |

1. Las respectivas nasales (/m/, /n/ y /ŋ/) son alófonos de las nasales sonoras prenasalizadas (/ᵐb/, /ⁿd/ y /ᵑɡ/). El sonido nasal velar (ŋ) aparece tanto en posición inicial como final de sílaba. Hay una tendencia a la denasalización para la ŋ inicial como 耳 /ŋi/ [ŋgi] 'oído', 飲/饮 /ŋim/ [ŋgim] 'beber'，魚 /ŋuy/ [ŋgui] 'pez' y 月/ŋut/ 'luna'. En palabras como 牙 /ŋa/ 'diente' y 我 /ŋoy/, la denasalización no parece tener lugar. En posición final de sílaba tras la vocal redondeada [o], /ŋ/ suele modificarse mediante un redondeo labial. Los ejemplos son: 東 uŋ 'este' y、紅Huŋ 'rojo'.
2. Las sibilantes palatales (/t͡ɕ/, /t͡ɕʰ/, y /ɕ/) son alófonos de las respectivas sibilantes alveolares (/t͡s/, /t͡sʰ/, y /s/) cuando la primera vocal de la consonante final es alta (/i/ y /u/).
3. La aproximación palatal (/j/) es un alófono de la inicial fricativa sonora (/ʒ/).
4. La aproximante palatal (/j/) puede ser una semivocal de la vocal /i/ cuando se utiliza como un deslizamiento.
5. La aproximación labio-velar (/w/) puede ser una semivocal de la vocal /u/ cuando se utiliza como glide.

### Vocales
Hay alrededor de siete vocales diferentes en taishanese:
|           | Front | Central | Back |
| --------- | ----- | ------- | ---- |
| Close     | /i/1  |         | /u/2 |
| Close-Mid | /e/   | /ə/3    |      |
| Open-Mid  | /ɛ/   | /ə/3    | /ɔ/  |
| Open      | /a/   |         |      |

1. The closed front vowel (/i/) can be a palatal approximant (/j/) as a semivowel.
2. The closed back vowel (/u/) can be a labiovelar approximant (/w/) as a semivowel.
3. The rounding of the schwa /ə/ is variable.

### Consonantes finales
La consonante final (o rima) ocurre después del sonido inicial, que consiste en una medial, un núcleo y una coda. Hay tres mediales (o deslizamientos) en taishanés que ocurren después del sonido inicial: nula o sin medial, /i/, o /u/. Hay cinco vocales principales después de la medial: /a/, /e/, /i/, /u/, y nula o sin vocal. Hay nueve codas principales al final de la final: nula o sin coda, /i/, /u/, /m/, /n/, /ŋ/, /p/, /t/ y /k/.
| Nucleus | Nucleus | -a-  | -a-   | -a-   | -e-  | -ɵ~ə-       | -i-  | -u-  | -∅- |
| Medial  | Medial  | ∅-   | i-    | u-    | ∅-   | ∅           | ∅-   | ∅-   | ∅-  |
| ------- | ------- | ---- | ----- | ----- | ---- | ----------- | ---- | ---- | --- |
| Coda    | -∅      | [a]  | [iɛ]  | [uɔ]  |      |             | [i]  | [u]  |     |
| Coda    | -i      | [ai] |       | [uɔi] | [ei] |             |      | [ui] |     |
| Coda    | -u      | [au] | [iau] |       | [eu] |             | [iu] |      |     |
| Coda    | -m      | [am] | [iam] |       | [em] |             | [im] |      | [m] |
| Coda    | -n      | [an] |       | [uɔn] | [en] |             | [in] | [un] |     |
| Coda    | -ŋ      | [aŋ] | [iaŋ] | [ɔŋ]  |      | [ɵŋ] ~ [əŋ] |      |      |     |
| Coda    | -p      | [ap] | [iap] |       | [ep] |             | [ip] |      |     |
| Coda    | -t      | [at] |       | [uɔt] | [et] | [ɵt] ~ [ət] | [it] | [ut] |     |
| Coda    | -k      | [ak] | [iak] | [ɔk]  |      | [ɵk] ~ [ək] |      |      |     |

## Tonos
El taishanés es tonal. Hay cinco tonos léxicos contrastivos: alto, medio, bajo, medio descendente y bajo descendente. En al menos un dialecto taishanés, los dos tonos descendentes se han fusionado en un tono bajo descendente. No hay tono sandhi.
| Contorno de tono         | Example           | Changed tone       | Chao Number | Jyutping tone number[cita requerida] |   |
| ------------------------ | ----------------- | ------------------ | ----------- | ------------------------------------ | - |
| high (yin shang)         | ˥ (55)            | hau˥ 口 (mouth)    | (none)      | -                                    | 2 |
| mid (yin ping)           | ˧ (33)            | hau˧ 偷 (to steal) | mid rising  | ˧˥ (35)                              | 1 |
| low (yang ping)          | ˨ or ˩ (22 or 11) | hau˨ 頭 (head)     | low rising  | ˨˥ (25)                              | 4 |
| mid falling              | ˧˩ (31)           | hau˧˩ 皓 (bright)  | mid dipping | ˧˨˥ (325)                            | 6 |
| low falling (yang shang) | ˨˩ (21)           | hau˨˩ 厚 (thick)   | low dipping | ˨˩˥ (215)                            | 5 |

El taishanés tiene cuatro tonos cambiados: ascendente medio, ascendente bajo, descendente medio y descendente bajo. Estos tonos se llaman tonos cambiados porque son el producto de procesos morfológicos (por ejemplo, la pluralización de pronombres) en cuatro de los tonos léxicos. Estos tonos se han analizado como la adición de un tono flotante alto al final de los tonos medio, bajo, medio descendente y bajo descendente. El extremo superior del tono modificado suele alcanzar un tono aún más alto que el tono alto del nivel; este hecho ha llevado a proponer un número ampliado de niveles de tono para los tonos taishanenses. El cambio de tono puede cambiar el significado de una palabra, y esto distingue a los tonos cambiados del sandhi de tono, que no cambia el significado de una palabra. An example of a changed tone contrast is 刷 /tʃat˧/ (to brush) and 刷 /tʃat˨˩˥/ (a brush).
| Tone name     | Tone name | Level píng 平     | Rising shàng 上 | Departing qù 去     | Entering rù 入      |
| ------------- | --------- | ----------------- | --------------- | ------------------- | ------------------- |
| Upper yīn 陰  | 高        | ˧ (33)            | ˥ (55)          | ˧ (33)              | ˥ (5)               |
| Upper yīn 陰  | 低        | ˧ (33)            | ˥ (55)          | ˧ (33)              | ˧ (3)               |
| Lower yáng 陽 | 高        | ˨ or ˩ (22 or 11) | ˨˩ (21)         | ˧˨ or ˧˩ (32 or 31) | ˧˨ or ˧˩ (32 or 31) |
| Lower yáng 陽 | 低        | ˨ or ˩ (22 or 11) | ˨˩ (21)         | ˧˨ or ˧˩ (32 or 31) | ˨˩ (21)             |

## Sistema de escritura
El sistema de escritura es el chino. Históricamente, la lengua escrita común del chino literario clásico unía y facilitaba el intercambio de dialectos en la China dinástica, a diferencia de los dialectos hablados que eran demasiado diferentes para ser mutuamente inteligibles. En el siglo XX, el Chino escrito estándar, basado en el mandarín, se codificó como el nuevo estándar escrito. Como el taishanés se utiliza principalmente en el habla, los caracteres necesarios específicamente para escribirlo no están estandarizados y pueden variar. A continuación se muestran las alternativas más comunes.
El sonido representado por el símbolo del IPA ɬ (fricativa lateral alveolar sorda) (la fricativa lateral alveolar sorda) es particularmente difícil, ya que no tiene una romanización estándar. El dígrafo «lh», utilizado anteriormente para representar este sonido, se utiliza en Totonaca, Chickasaw y choctaw, que se encuentran entre varias representaciones escritas en las lenguas que incluyen el sonido. La alternativa «hl» se utiliza en xhosa y zulú, mientras que «ll» se utiliza en galés. También se da las otras formas escritas.
El siguiente cuadro compara los pronombres personales entre el taishanés, el cantonés y el mandarín. En taishanés, las formas plurales de los pronombres se forman cambiando el tono, mientras que en cantonés y mandarín, un marcador de plural (地/哋/等 dei6 and 们/們 hombres, respectivamente) se agrega.
| Person | Singular        | Singular  | Singular          | Singular | Plural          | Plural     | Plural             | Plural            |
| Person | Taishanés       | Taishanés | Cantonés estándar | Mandarin | Taishanese      | Taishanese | Standard Cantonese | Mandarin          |
| Person | transliteración | IPA       | Cantonés estándar | Mandarin | transliteration | IPA        | Standard Cantonese | Mandarin          |
| ------ | --------------- | --------- | ----------------- | -------- | --------------- | ---------- | ------------------ | ----------------- |
| First  | ngöi (我)       | [ŋɔɪ˧]    | ngo5 (我)         | wǒ (我)  | ngo̖i (哦/偔/呆) | [ŋɔɪ˨˩]    | ngo5 dei6 (我哋)   | wǒmen (我们/我們) |
| Second | nï (你)         | [nɪ˧]     | nei5 (你)         | nǐ (你)  | nie̖k (偌/逽/聶) | [nɪɛk˨˩]   | nei5 dei6 (你哋)   | nǐmen (你们/你們) |
| Third  | küi (佢)        | [kʰuɪ˧]   | keoi5 (佢)        | tā (他)  | kie̖k (𠳞/佉/劇) | [kʰɪɛk˨˩]  | keoi5 dei6 (佢哋)  | tāmen (他们/他們) |